# Fly (Maddie-&-Tae-Lied)
Fly (englisch für Fliegen) ist ein Lied des US-amerikanischen Country-Duos Maddie & Tae aus dem 2015 erscheinenden Album Start Here. Es wurde im Januar 2015 als deren zweite Single veröffentlicht. Geschrieben wurde das Lied von den Mitgliedern des Duos zusammen mit Tiffany Vartanyan und produziert von Aaron Scherz gemeinsam mit Dann Huff.

## Komposition und Inhalt
Im Vergleich zur ersten Single der beiden, Girl in a Country Song, ist Fly ruhiger und melodischer. Es ist kein traditioneller Country-Song, aber trotzdem deutlich als solcher wahrnehmbar. In der Begleitmusik ist von Banjo und Geige geprägt.
Inhaltlich ist Fly ein inspirierendes Lied. Es geht darum, seine Träume zu verwirklichen und sich nicht von Schwierigkeiten auf dem Weg davon abhalten zu lassen.

“So keep on climbing, though the ground might shake

Just keep on reaching though the limb might break

We’ve come this far, don’t you be scared now

Cause you can learn to fly on the way down”

„Höre nicht auf zu klettern, obwohl der Boden bebt

Höre nicht auf nach oben zu strebe, obwohl der Ast brechen könnte

Wir sind so weit gekommen, habe jetzt keine Angst

Denn du kannsst auf dem Weg nach unten lernen zu fliegen“

## Video
Das zugehörige Musikvideo wurde am 22. Februar 2015 veröffentlicht.
In dem Video sitzen die beiden nebeneinander und singen das Lied, während mehrere inspirierende Clips gezeigt werden, wie ein Mädchen, das eine Leiter erklimmt oder ein Schmetterling, des losfliegt. Tae Dye sagte, das Video sei sehr wichtig, um die Bedeutung des Liedes zu unterstützen und erweitern.
Den ersten großen Live-Auftritt mit dem Lied hatten die beiden in der Tonight Show.

## Kritik
Das Lied Fly erhielt überwiegend positive Kritiken. In Taste of Country erhielt das Lied eine gute Bewertung, es sei „eine bedeutungsvolle Ballade, die deren [Maddie & Taes] einzigartige Harmonie aufzeigt“ (engl. „a meaningful ballad that showcases their full, unique harmonies“).
Tammy Ragus von dem Magazin Country Weekly gab dem Lied die Note A− (entspricht einer deutschen 1−) und schrieb: „während [es] kein nues Konzept der Country-Musik darstellt, ist das Arrangement einzigartigerweise sowohl  dringlich als auch zärtlich. Und die einwandfrei makellosen Harmonien geben Fly ein unschuldiges und gleichzeitig hymnisches Eindruck.“ (engl. „while [the subject matter] is hardly a new concept for country music, the arrangement is unique in that it is both urgent and tender. And the impeccable and seamless harmonies…give 'Fly' an innocent yet anthemic feel.“)
Von Got Country erhielt das Lied vier von fünf Sternen. Kelly Hettenbaugh schrieb: „Der Text ist bemerkenswert motivierend und inspirierend und könnte genau die Nachricht sein, die die junge Generation der Hörer jetzt braucht.“ (engl. „the lyrics are notably motivational and inspiring and may be exactly the message our younger generation of listeners need right now“).
Ben Foster vom Country Universe gab dem Lied ein B+, was einer deutschen 2+ entspricht, und lobte die emotionale Anteilnahme der beiden Sängerinnen. Er meinte, die Karriere der beiden habe noch „genügend Benzin im Tank“.

## Chartplatzierungen
Bis Juli 2015 wurde Fly mehr als 128 000 Mal verkauft.
| Chart (2015)              | Position |
| ------------------------- | -------- |
| Billboard Hot 100         | 61       |
| Billboard Country Airplay | 9        |
| Billboard Country Songs   | 9        |